# John N. Smith
Pour les articles homonymes, voir Smith.
John N. Smith est un producteur, réalisateur, scénariste et monteur canadien, né le 31 juillet 1943 à Montréal (Canada).

## Biographie
Il étudie la philosophie et les sciences politiques à l'Université McGill d'où il est diplômé en 1964. D'abord employé comme recherchiste à la CBC, il devient rapidement producteur de l'émission d'affaires publique The Way it Is. En 1972 il est embauché à l'Office national du film du Canada à titre de producteur et de réalisateur. C'est au sein de cette organisation qu'il produit notamment les séries Filmglish et Pacificanada
First Winter, qu'il réalise en 1981 et qui raconte le premier hiver au Canada d'une famille d'immigrants irlandais installés dans la vallée de la rivière des Outaouais, est mis en nomination pour l'Oscar du meilleur court-métrage de fiction lors de la 54e cérémonie des Oscars.
Smith est l'un des principaux artisans du programme Alternative Drama qui a mené à un renouveau de la production de longs-métrages de fiction dans le secteur anglophone de l'ONF au cours de la décennie 1980. Coréalisateur avec Giles Walker de la comédie dramatique The Masculine Mystique, il réalise ensuite dans le cadre de ce programme Sitting in Limbo, Rêves en cage et Welcome to Canada.
En 1992, Smith enchaîne avec un projet ambitieux, Les Garçons de Saint-Vincent (en), minisérie constituée de deux téléfilms reconstituant les événements entourant une affaire de pédophilie dans un orphelinat catholique de Terre-Neuve.
En 2004, il termine la réalisation de Geraldine's Fortune, une adaptation de la pièce de Michel Tremblay, Les Belles-sœurs. Sorti en 2009, Love and Savagery (en) est une coproduction entre l'Irlande et le Canada racontant l'histoire d'amour entre un aventurier canadien et une jeune Irlandaise, à la fin de la décennie 1960, dans l'environnement ultra-catholique d'un village de pêcheurs de la côte ouest de l'Irlande.

## Filmographie
Comme monteur
- 1971 : Breathing Together: Revolution of the Electric Family
- 1976 : For Gentlemen Only
- 1978 : No Day of Rest
- 1980 : Acting Class
- 1981 : For the Love of Dance
- 1982 : Gala
- 1987 : Rêves en cage (Train of Dreams)

Comme producteur
- 1973 : Starblanket
- 1973 : Some Natives of Churchill
- 1973 : Ruth and Harriet: Two Women of the Peace
- 1973 : The Jews of Winnipeg
- 1973 : I Don't Have to Work That Big
- 1973 : Catskinner Keen
- 1974 : This Riel Business
- 1974 : A Star Is Lost!
- 1974 : The New Boys
- 1974 : The Heatwave Lasted Four Days
- 1974 : A Case of Eggs: Episode 4
- 1974 : A Case of Eggs: Episode 3
- 1974 : A Case of Eggs: Episode 2
- 1974 : A Case of Eggs: Episode 1
- 1975 : The Winner
- 1975 : Ready When You Are
- 1975 : The Journeyman
- 1975 : Bella Bella
- 1977 : Nishnawbe-Aski: The People and the Land
- 1978 : No Day of Rest
- 1979 : Revolution's Orphans
- 1980 : Acting Class
- 1981 : For the Love of Dance
- 1981 : First Winter
- 1982 : Gala
- 1984 : The Masculine Mystique (en)
- 1985 : First Stop, China
- 1986 : Sitting in Limbo

Comme réalisateur
- 1974 : The New Boys
- 1975 : Ready When You Are
- 1978 : No Day of Rest
- 1979 : Revolution's Orphans
- 1980 : Acting Class
- 1981 : First Winter
- 1981 : For the Love of Dance
- 1982 : Gala
- 1984 : River Journey
- 1984 : The Masculine Mystique
- 1985 : First Stop, China
- 1986 : Sitting in Limbo
- 1986 : The Rebellion of Young David
- 1986 : A Gift for Kate
- 1987 : Rêves en cage (Train of Dreams)
- 1989 : Welcome to Canada (en)
- 1992 : Les Garçons de Saint Vincent (en) (TV)
- 1993 : Dieppe (en) (TV)
- 1993 : The Boys of St. Vincent: 15 Years Later
- 1995 : Esprits rebelles (Dangerous Minds)
- 1995 : Quitte ou double (Sugartime) (TV)
- 1998 : Pas facile d'être papa (A Cool, Dry Place)
- 1999 : Revenge of the Land (TV)
- 2002 : Random Passage (feuilleton TV)
- 2004 : Geraldine's Fortune (en)
- 2006 : Prairie Giant: The Tommy Douglas Story (en) (feuilleton TV)
- 2009 : Love & Savagery

### comme scénariste
- 1974 : The New Boys
- 1979 : Revolution's Orphans
- 1984 : River Journey
- 1986 : The Rebellion of Young David
- 1987 : Rêves en cage (Train of Dreams)
- 1992 : Les Garçons de Saint Vincent (TV)

## Récompenses
- Officier de l'Ordre du Canada, 2008[7]
- Prix de la Guilde canadienne des réalisateurs pour l’ensemble d’une carrière, 2013[8]